# Katsuhiko Sato
Katsuhiko Sato (佐藤 勝彦, Satō Katsuhiko, nascido em 18 de maio de 1943) é um ex-ciclista olímpico japonês. Sato representou seu país durante os Jogos Olímpicos de Verão de 1964, em Tóquio.
De 1965 a 1996, foi um ciclista profissional keirin com 455 vitórias e 8 campeonato ao longo de sua carreira.